# Герасимов, Сергей Дмитриевич
Сергей Дмитриевич Герасимов (7 октября 1915, д. Чижово, Владимирская губерния — 10 августа 1944, станция Альвитас, Литовская ССР) — командир эскадрильи 136-го гвардейского штурмового авиационного полка (1-я гвардейская штурмовая авиационная дивизия, 1-я воздушная армия, 3-й Белорусский фронт) гвардии майор.

## Биография
Родился в семье рабочего. В 1929 году переехал с родителями во Владимир; в 1935 г. окончил 3 курса Владимирского механического техникума.
В 1935 г. призван в Красную Армию. В 1937 г. окончил Ворошиловградскую военную авиационную школу лётчиков, служил в бомбардировочной авиации. В 1939 г. участвовал в боях на Халхин-Голе в составе 4-го авиационного полка 23-й авиационной дивизии, совершил несколько боевых вылетов; награждён медалью «За отвагу».
В 1941 г. вступил в ВКП(б). До февраля 1943 г. служил в частях авиации Дальневосточного фронта, был шеф-пилотом командующего фронтом. В феврале-мае 1943 г. переучился на Ил-2, в октябре 1943 г. окончил курсы штурманов полков (г. Соль-Илецк, Оренбургская область).
С октября 1943 г. — на фронтах Великой Отечественной войны. В составе 655-го штурмового авиационного полка (Южный фронт) участвовал в освобождении Донбасса. За 2 месяца совершил 18 боевых вылетов; был награждён орденом Красного Знамени (в представлении отмечалось: «… уничтожил 8 танков, 2 автомобиля, 4 зенитные точки…»).
Весной 1944 г. воевал в Крыму; к апрелю 1944 г. имел 38 боевых вылетов. 15 апреля 1944 г. награждён вторым орденом Красного Знамени — «за отличное и умелое вождение групп самолётов». Затем воевал в Белоруссии, Прибалтике. 20 апреля 1944 г. награждён третьим орденом Красного Знамени — «… за время вождения групп ни одного случая потери самолетов». К августу 1944 г. совершил 93 боевых вылета.
10 августа 1944 г. вёл группу Ил-2 в «свободный поиск» с задачей найти и уничтожить вражеские эшелоны с бензином, предназначенным для немецких танков. Два состава цистерн были обнаружены на литовской станции Альвитас. При заходе в атаку самолёт С. Герасимова был подбит зенитной артиллерией; на горящем штурмовике С. Герасимов таранил составы цистерн. Вместе с ним погиб стрелок старшина Александр Зубков.
Указом Президиума Верховного Совета СССР от 19 августа 1944 года за образцовое выполнение боевых заданий командования на фронте борьбы с немецко-фашистским захватчиками и проявленные при этом мужество и героизм гвардии майору Герасимову Сергею Дмитриевичу посмертно присвоено звание Героя Советского Союза.

## Награды
- медаль «Золотая Звезда» Героя Советского Союза (19.8.1944; посмертно);
- орден Ленина (19.8.1944; посмертно);
- три ордена Красного Знамени;
- орден Отечественной войны 1-й степени;
- медаль «За отвагу».

## Память
- На станции Альвитас, на месте подвига экипажа С. Д. Герасимова, установлен памятник.
- Имя С. Д. Герасимова присвоено улице в селе Бабаево Собинского района Владимирской области и Ставровской средней школе Собинского района.
- В деревне Чижово Шуйского района Ивановской области установлен памятный знак.
- Имя С. Д. Герасимова увековечено на мемориале Героев в городе Иваново.